# Diane Todd
Diane Todd (4 tháng 6 năm 1937 – 18 tháng 4 năm 2010) là một nữ diễn viên, ca sĩ, diễn viên điện ảnh và sân khấu người Anh gốc Phi. Bà được biết đến với sự nghiệp sân khấu lừng lẫy của mình.

## Tiểu sử
Todd sinh ra ở Edinburgh vào năm mười tuổi, bà cùng gia đình đến London, nơi cha cô, Eric tiếp tục sự nghiệp âm nhạc, gia nhập Dàn nhạc Billy Ternent và xuất hiện trên BBC radio.
Sau đó, bà kết hôn với người thừa kế kim cương, Douglas Cullinan, cháu chắt của Thomas Cullinan. Cặp đôi định cư tại quê hương Nam Phi của Cullinan vào năm 1965. Hai người ly thân nhưng sau đó đã tái hợp. Năm 1975, Cullinan chết vì một cơn đau tim. Sau đó, Todd kết hôn với một diễn viên sân khấu đồng nghiệp, Robin Dolton. Cuộc hôn nhân của họ kết thúc chóng vánh, vì Dolton đã chết trong quá trình ly hôn.
Năm 2000, bà tuyên bố đính hôn với Andrew Finlay trên báo chí Cảng Elizabeth. Bà sớm được cảnh báo bởi vợ cũ và chủ nợ của chồng sắp cưới rằng anh ta đã sử dụng tên giả và nói dối về nghề nghiệp và lý lịch của mình. Sau đó, Todd rời Nam Phi và định cư tại Anh vào năm 2007. Bà qua đời vì bệnh bạch cầu vào ngày 18 tháng 4 năm 2010

## Nghề nghiệp
Todd đã nhận được các bài học hát từ Harold Miller, huấn luyện viên giọng nói cho Julie Andrew và Shirley Bassey. Bà ra mắt West End ở tuổi 16 trong A Girl Called Jo. Năm 1956, bà đã biểu diễn trong sản phẩm ban đầu năm 1956 của My Fair Lady và trong các sản phẩm của Drury Lane và Johannesburg. Sau đó, bà đã có vinh dự là một ngày lễ quốc khánh của Mỹ với tên của mình, với Ngày Diane Todd/Eliza Doolittle khi bà đảm nhận vai diễn Doolittle vào năm 1959. Bà đóng vai Doolittle trong một sản phẩm lưu diễn trên khắp Hoa Kỳ, Canada và Nam Phi.